# Boeddhisme in China
Het   boeddhisme in China  is een van de drie in het land aanwezige wereldgodsdiensten die van buiten China afkomstig is. Het werd in de eerste eeuw na Chr. in het land geïntroduceerd, zes eeuwen voor het christendom en de islam. Een overeenkomst met het christendom was, dat ook het boeddhisme sterk de nadruk legde op missiearbeid. Een verschil met het christendom in China was, dat het sinds de introductie net als de islam in China  daar onafgebroken aanwezig is geweest.
Van deze drie godsdiensten is het boeddhisme de enige, die de Chinese cultuur en samenleving wezenlijk heeft beïnvloed. Boeddhistische godheden werden gesinificeerd en kregen een plaats in het pantheon van het Chinees volksgeloof. De Chinese literatuur en beeldende kunst kent talloze thema's die door het boeddhisme geïnspireerd zijn.
Een eerste bloeiperiode van het boeddhisme begint in de derde eeuw. Het hoogtepunt van de bloeiperiode werd bereikt in de periode van de zevende  tot het midden van de negende eeuw. In die periode behoorde een aanzienlijk deel van de gelovigen tot de aristocratie en geletterde klasse. Met de vervolgingen van 845 werd het boeddhisme permanente schade toegebracht. De religie wist zich te herstellen, maar zou daarna nooit meer de positie van daarvoor bereiken. Vanaf de periode van de Song-dynastie ( 960-1279) slaagde het boeddhisme er – met uitzondering van enkele korte perioden – ook niet meer in de intellectuele elite van het land aan zich te binden. Het boeddhisme werd tot diep in de twintigste eeuw vooral de religie van de bezitslozen en armen in China.
Vanuit China heeft het boeddhisme landen als Korea en Japan bereikt. De canon van het Chinese boeddhisme was maatgevend voor de Koreaanse en Japanse canonieke literatuur.

## Introductie van het boeddhisme

Herkomst van de introductie van het boeddhisme in China

Het boeddhisme werd in China in de eerste eeuw na Chr. geïntroduceerd. De economische ontwikkeling van de Han-dynastie had geleid tot een aanzienlijke buitenlandse handel en kooplieden en handelaren uit de boeddhistische gebieden van Centraal-Azië waren in de grote Chinese steden aanwezig. Hun aanwezigheid leidde tot een eerste verspreiding van het boeddhisme onder Chinezen.  De eerste melding van aanwezigheid van enige boeddhistische monniken in een Chinese bron dateert van 50 na Chr. De eerste melding in Chinese bronnen van een boeddhistisch klooster  (in Luoyang) dateert van ongeveer 150 na. Chr. De oudste archeologische vondsten van het bestaan van boeddhistische gemeenschappen dateren vanaf begin derde eeuw. In die periode had het boeddhisme China ook via de zeeroute vanuit Zuidoost-Azië bereikt.
China ontving het boeddhisme dus niet uit een specifieke regio, maar in deze fase min of meer gelijktijdig vanuit vele gebieden. Dat was in de vorm van boeddhistische missionarissen, teksten, rituelen en artistieke tradities uit vrijwel de gehele boeddhistische wereld van die tijd. Het Hinayana en het Mahayana, de beide hoofdstromingen in het boeddhisme,  werden met een tijdsverschil van slechts enkele decennia in China geïntroduceerd. 
Het Chinese boeddhisme werd een soort smeltkroes van vele onderling verschillende vormen van boeddhisme en verschillende scholastieke tradities. Van de Vinaya (Pali),het totaal aan regels, voorschriften en reguleringen van de Boeddha bestonden in China in de vijfde eeuw al elf versies van zes verschillende scholen. Die grote diversiteit leidde in het Chinese boeddhisme tot veel vormen van eclecticisme en syncretisme die in boeddhistische landen niet voorkwam. Die ontwikkeling leidde tot het accepteren van doctrinaire diversiteit en vaak daarmee samenhangende onderling tegenstrijdige geloofspunten. De Chinese oplossing was dan meestal het benoemen van deze tegenstrijdigheden als "meerdere niveaus van waarheid" of "opeenvolgende fasen van openbaring".

## Vertalingen en de vorming van een canon

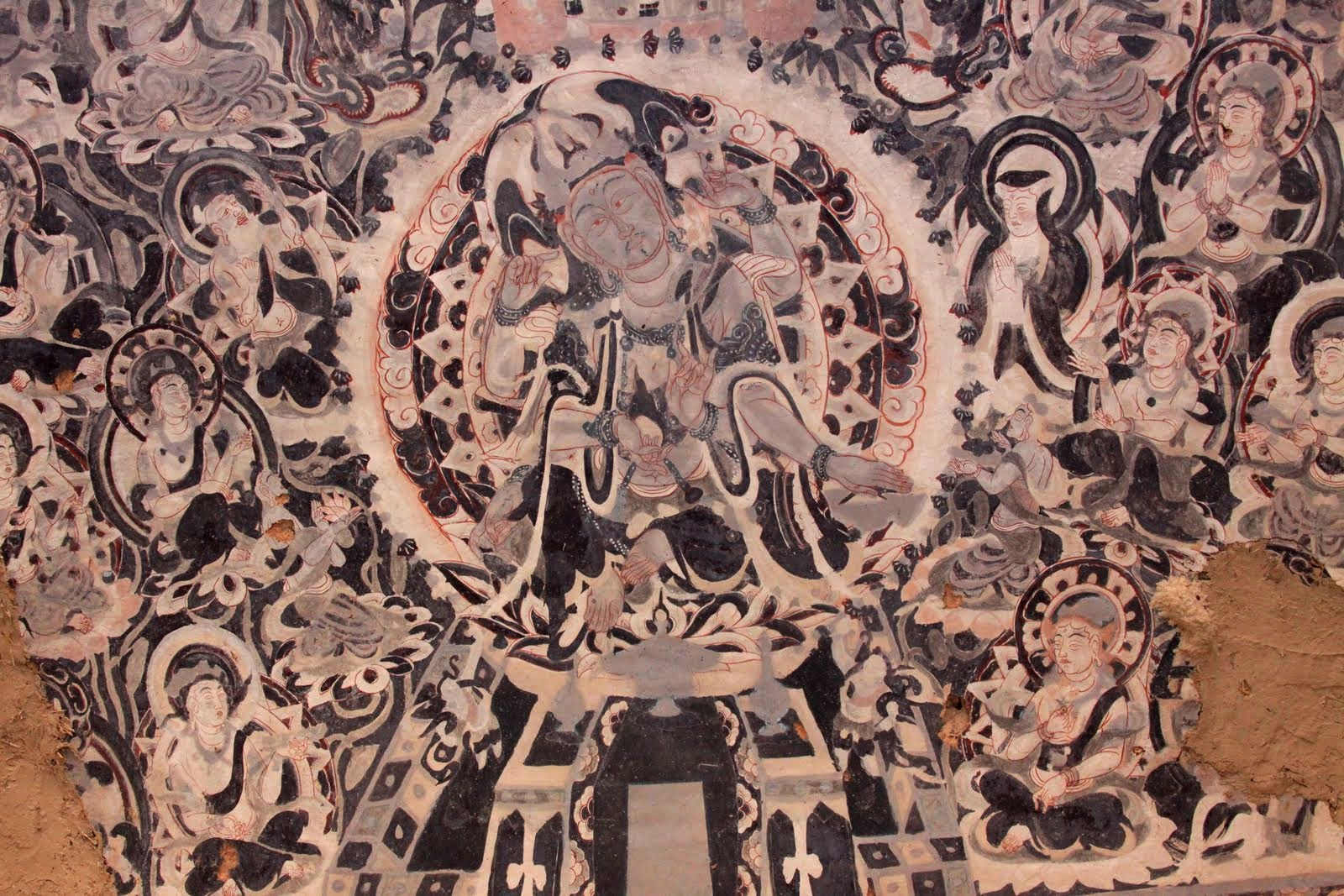
Muurschildering van een boddhisattva met sterk Centraal-Aziatische invloeden in de Mogao-grotten

De verspreiding van boeddhistische teksten vanuit India naar Centraal-Azië had vooral geleid tot vertalingen vanuit het Sanskriet naar het daaraan verwante  Prakrit en dat vooral in de variant van het Gāndhārī.  De eerste Chinese boeddhistische teksten betekenden dan ook een doorbraak in het linguïstische proces van het vertalen van de teksten. Voor de eerste keer moest boeddhistische literatuur vertaald worden in een taal die volstrekt niet was gerelateerd aan een Indiase taal. In de vertalingen naar het Prakrit konden de woorden vanuit het Sanskriet bij vrijwel ieder woord overgezet worden zonder noemenswaardig verlies aan inhoud. Naar het Chinees was vertalen vooral een manier van herformuleren. Daarbij moest aansluiting gezocht worden bij reeds bestaande termen en begrippen. In die eerste fase van het boeddhisme in China werd het door velen ook als een nieuwe vorm van taoïsme beschouwd door het gebruik van taoïstische termen voor de kernbegrippen van het boeddhisme.
Net zoals in andere landen waar het boeddhisme werd geïntroduceerd werd ook in China de noodzaak gevoeld de vele ontvangen teksten te catalogiseren in de vorm van een canon. Het langdurige proces waarin de teksten ontvingen werden vanuit veel verschillende gebieden en de diversiteit daarvan had tot resultaat dat de Chinese canon van het boeddhisme wezenlijk anders is dan die van andere boeddhistische canons. In China had men de overtuiging dat er altijd nog wel een andere canonieke tekst gevonden zou kunnen worden. Het resultaat was, dat de Chinese canon altijd een "open  karakter" heeft gehad. Nieuwe edities bevatten tot in de twintigste eeuw ook nieuwe teksten die in vorige edities niet voorkwamen.   

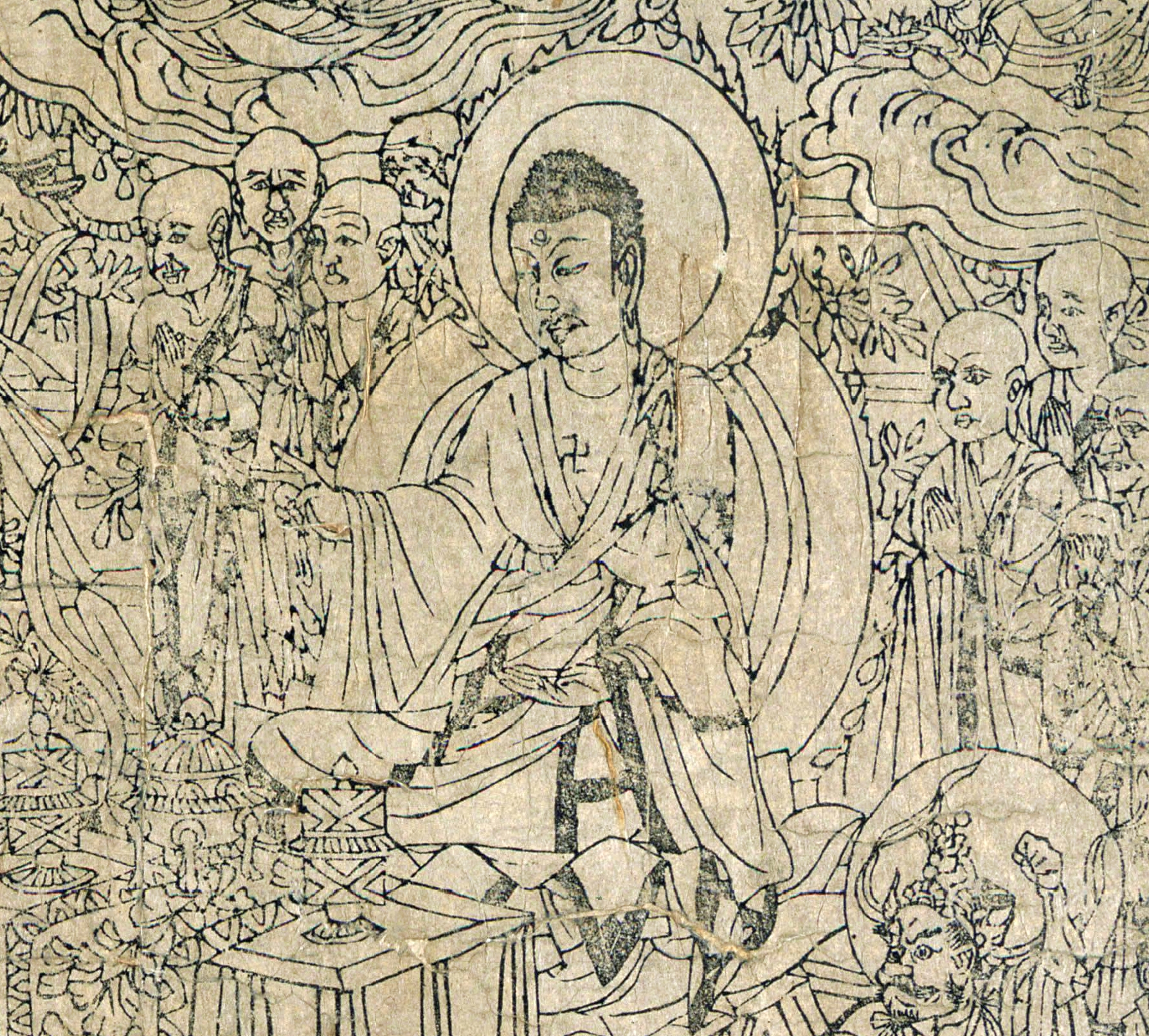
Titelblad van de blokdruk uit 868 van de Diamantsoetra, het oudste gedrukte werk ter wereld, een van de manuscripten van Dunhuang

Het model om aan teksten canonieke waarde te hechten werd niet bepaald door buitenlandse missionarissen. Daarvoor werd een model gebruikt dat al aanwezig  was sinds de Oostelijke Han-dynastie (25-220) waarbij de staat bepaalde welke de belangrijkste confuciaanse teksten waren die gebruikt dienden te worden voor het Chinees examenstelsel. Die teksten werden  jing  (經) genoemd , vaak vertaald als  de klassieken. Die teksten dienden door iedereen die aan het examenstelsel deelnam  bestudeerd te worden. De staat creëerde ook centra waar die teksten gekopieerd werden. Er waren strikte voorschriften omtrent de juiste wijze van kopiëren en er waren overheidsfunctionarissen die daarvoor verantwoordelijk waren.
De Chinese boeddhisten kopieerden deze werkwijze. Onder de manuscripten van Dunhuang zijn honderden teksten waarin de aanwezigheid van een nationaal centrum in Dunhuang voor het vertalen en kopiëren van boeddhistische teksten op basis van een strikt geregelde procedure vermeld wordt. Dit centrum had dan geaffilieerde centra in de rest van het land. Aan het eind van de vijfde eeuw werden de verzamelde en authentiek geachte teksten benoemd als Yiqie jing  (切經)  Alle jing . Dit kan beschouwd worden als de eerste min of meer formele Chinese canon. Tijdens de Song-dynastie ( 960- 1279) werd de naam van de canon gewijzigd in  Dazang jing  (大藏經)   de grote verzameling van jing  en dat is ook nu nog de huidige naam van de canon in China. Net zoals de staat keizerlijke bibliotheken stichtte waarin de  confucianistische klassieken werden bewaard, stichtten de boeddhisten bibliotheken waarin slechts gecertificeerde canons aanwezig waren.

## Ontwikkeling van het Chinese boeddhisme

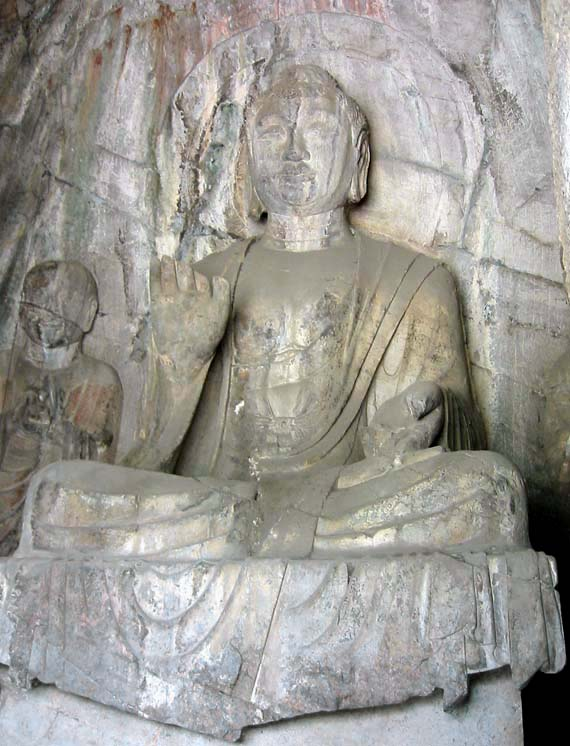
Beeld van Amitabha die vereerd wordt in het Zuiver Land-boeddhisme in de grotten van Longmen nabij Lanzhou

Er waren spanningen tussen het boeddhisme en de noties van het confucianisme. Het respect voor de ouders en de plicht die te verzorgen stond haaks op de vaak van de wereld afgekeerde boeddhistische visie, zeker als een zoon ook nog een leven in het klooster zocht. De loyaliteit aan het klooster kon spanning veroorzaken met de confucianistische notie van loyaliteit aan de staat. Er was voortdurende kritiek op het niet-productief zijn van boeddhisten in kloosters, op bedelmonniken die zouden leven op kosten van anderen. Zelfs de tonsuur werd gezien als een opzettelijke verminking van het lichaam, dat iemand van zijn ouders had ontvangen.
Chinese boeddhisten argumenteerden daartegen dat hun respect voor de ouders verder ging dan de confuciaanse notie van het fysiek verzorgen, maar gericht was op het hen helpen op de weg naar de Verlichting. De boeddhistische monnik zou verder trachtten niet alleen zijn ouders, maar alle mensen op dat pad te assisteren. De boeddhisten betoogden dan ook dat hun notie van respect voor ouderen superieur was aan de confucianistische noties.
Het ontbreken van een centraal gezag in China tijdens de derde en vierde eeuw gaf ook ruimte voor de uitbreiding van het boeddhisme. Veel  individuen werden voor hun persoonlijk welzijn aangetrokken door de nieuwe religie. Het op die wijze kunnen ontsnappen aan vormen van militaire dienst en de belastingvrijstelling voor kloosters meer in het algemeen speelde hierbij eveneens een rol.
Tot in de achtste eeuw ontwikkelden zich een aantal boeddhistische scholen. In de beginfase waren dat vooral scholen, die een vorm van scholastiek ontwikkelden die vrijwel geheel gewijd was aan een specifieke tekst die beschouwd werd als het meest gezaghebbende woord van de historische Boeddha. Een andere ontwikkeling was de notie dat Verlichting vooral bereikt kon worden als gevolg van het verrichten van "goede daden" in de vorm van het ondersteunen van de bouw van tempels en  het (laten) schrijven en kopiëren van heilige teksten. Het grootste deel van de ongeveer 50.000 gevonden  manuscripten van Dunhuang  is om die reden geschreven en gedrukt.  

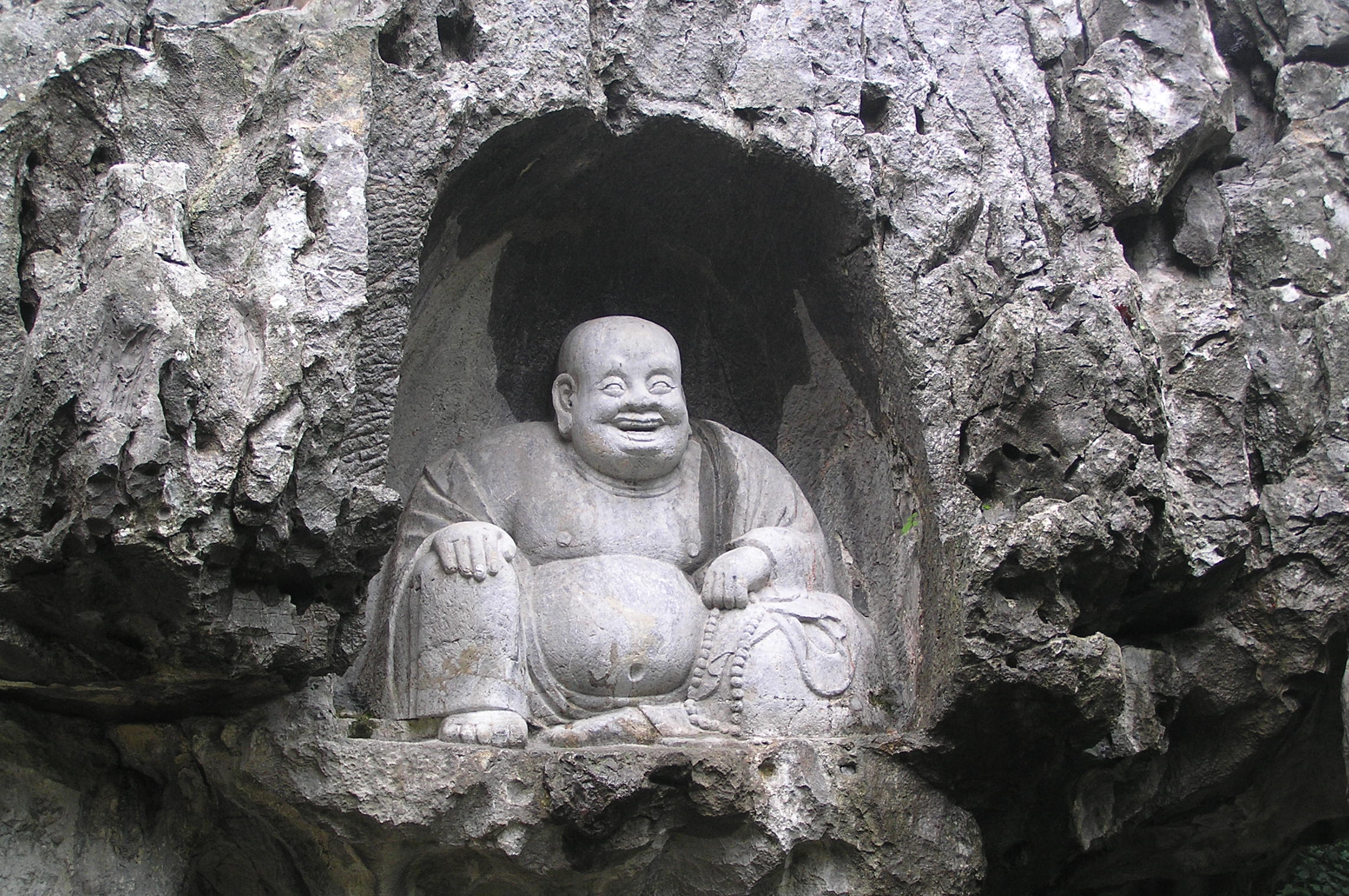
Uitgehouwen beeld van de Maitreya als de Lachende Boeddha in de rotsen nabij Hangzhou

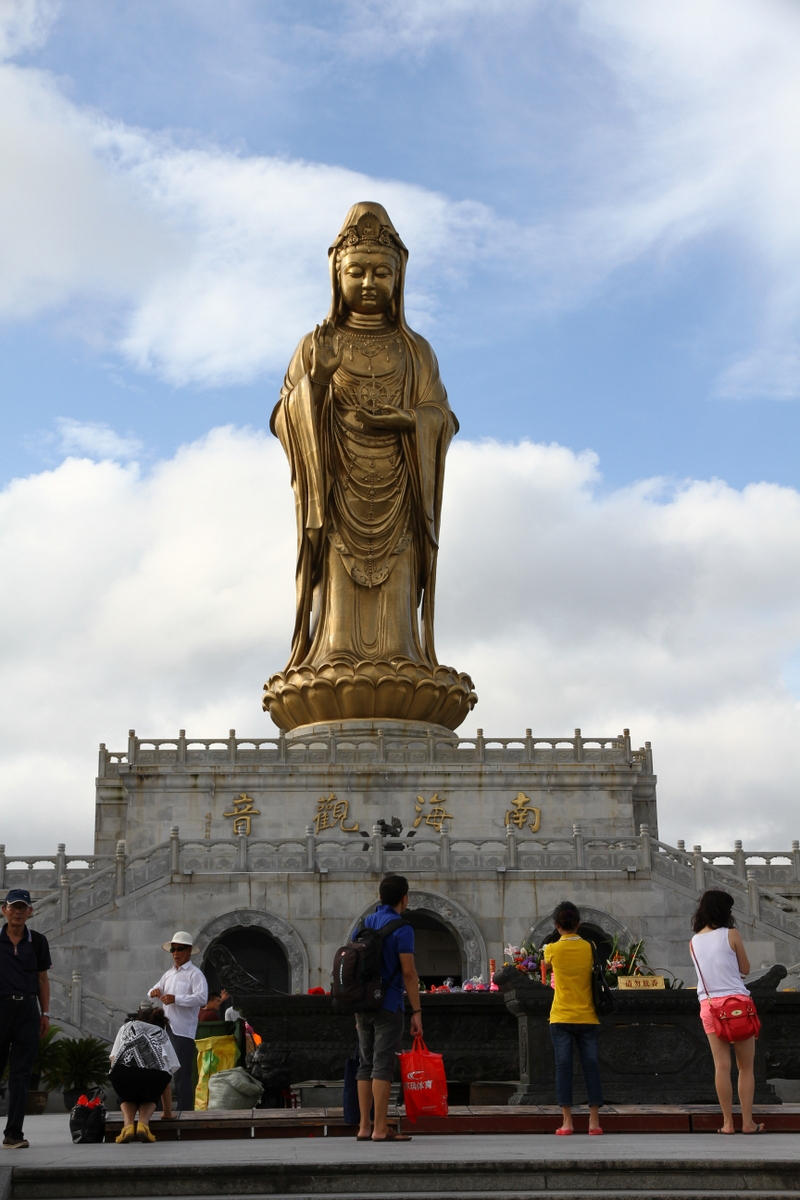
Het drieëndertig meter hoge standbeeld van Guanyin op het eiland Putuoshan

Vanaf de zevende eeuw kwam daarop een reactie in de vorm van het Chan-boeddhisme. Dat betoogde dat de essentie van het boeddhisme niet in studie van teksten lag, maar in meditatie. Chan ontkende dat Verlichting slechts het resultaat kon zijn van geleidelijkheid en afhankelijk van het vergaren van kennis, inzicht en verdiensten. Alleen door meditatie kon Verlichting worden bereikt en dat kon in principe ook nog onmiddellijk. Voorstanders van de meer geleidelijke weg hadden een probleem met Chan, omdat dit naar hun mening de essenties van het boeddhisme ontkende, namelijk dat vooral het streven naar deugdzaamheid en het verrichten van goede daden naar verlichting leidde. In hun opvatting ontkende Chan de essentie van en het verschil tussen goed en kwaad in handelen. Chan leraren karakteriseerden de dualiteit tussen deugdzaam en niet-deugdzaam, alsmede iedere vorm van tekstanalyse als een van de aspecten die het bereiken van echte wijsdom juist belemmerde. Een uitspraak die aan Moheyan wordt toegeschreven is, dat het  niet uitmaakt of een wolk wit of zwart is, want dat ze beide het zonlicht blokkeren .
Een andere school was het Zuiver Land-boeddhisme. De essenties van de overtuiging was, dat het vereren van Amitabha, een van de Vijf dhyani-Boeddha's, de beste methode is om de Verlichting te verkrijgen door het bereiken van  het Zuiver Land of Westers Paradijs. Verlichting hoeft ook in deze opvatting niet het resultaat te zijn van langdurige studie of uitgebreide meditatie. Het is vooral de devotie voor Amitabha die zal leiden tot het Zuiver Land. Devotie voor Amithaba was traditioneel vooral populair bij mensen die door omstandigheden geen mogelijkheden zagen meer klassieke methoden naar de Verlichting te hanteren. Deze richting ontwikkelde zich tot de school met de meeste aanhang onder de niet-geletterde meerderheid van de Chinese boeddhisten en heeft  tot in de eenentwintigste eeuw aanzienlijke aanhang.
Chinese religieuze opvattingen werden verder  beïnvloed door sinificatie en het opnemen in het pantheon van het Chinees volksgeloof van vele bodhisattvas en boeddha's. Maitreya  was oorspronkelijk de toekomstige Boeddha, die wachtte op zijn komst naar de aarde om de religie weer tot de oorspronkelijke vorm te herstellen en een nieuw tijdvak van glorie te brengen. In de Chinese context werd Maitreya eerst een cult voor opstandige bewegingen met een karakter van  millennialisme en messianisme. Nog later werd Maitreya de Budai , de  Lachende Boeddha  met de dikke buik, symbool voor een goed leven en het hebben van een groot gezin met veel kinderen.
De bodhisattva Avalokitesvara, de meest populaire van allen in het boeddhisme, kreeg in China de vrouwelijke verschijningsvorm van Guanyin. Guanyin werd ook in China oorspronkelijk als een mannelijke godheid afgebeeld en gezien. Er zijn beelden van Guanyin vanaf de vijfde eeuw waarin de bodhisattva duidelijk als een man wordt verbeeld. De beroemde Chinese pelgrim en vertaler Xuanzang schreef in de zevende eeuw overduidelijk  over Guanyin als een man. Ook in de Śūraṅgamasoetra van begin achtste eeuw is Guanyin nog steeds een man. In die achtste eeuw  begon echter ook het transformatieproces  van Guanyin naar een vrouwelijke gedaante. Dat proces was eind tiende eeuw voltooid. De belangrijkste plek voor de verering van Guanyin is de berg op het gelijknamige eiland Putuoshan

## Boeddhisme en de staat

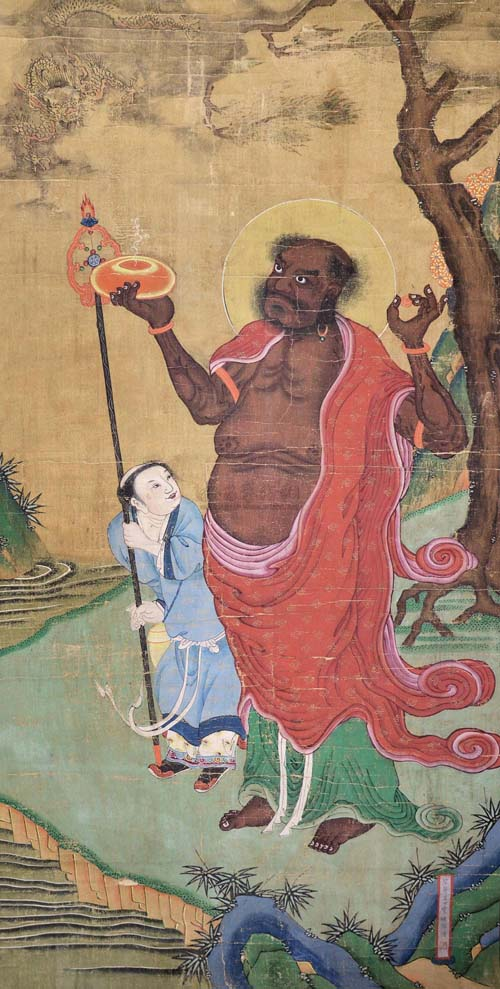
Ding Yunpeng (1547–1628) was een schilder die zich vrijwel uitsluitend op boeddhistische thema's richtte. Schilderij van de Arhats

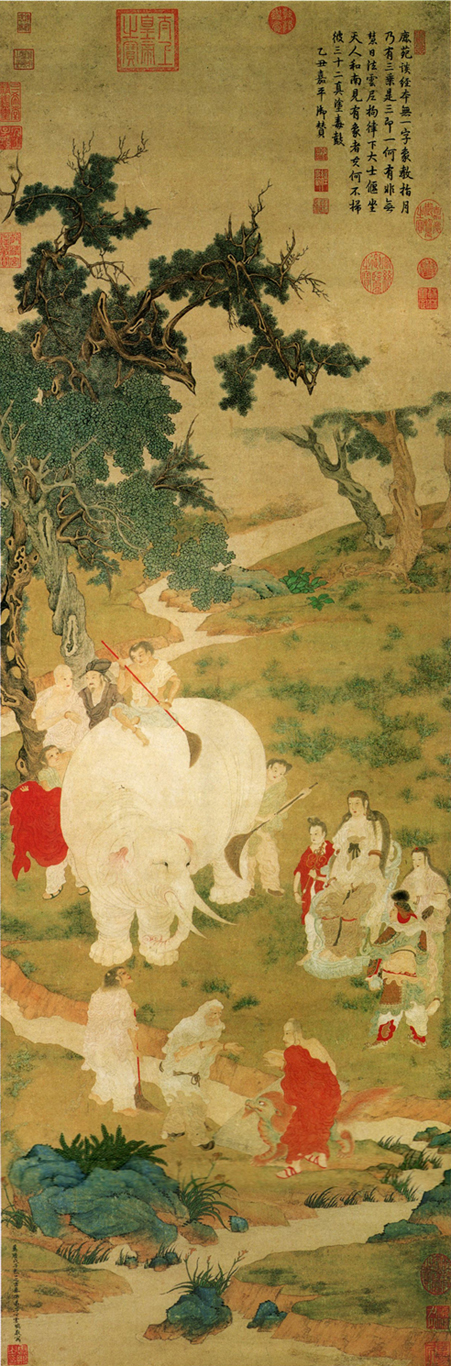
Ding Yunpeng. Het wassen van de olifant. Een boddhisattva ziet hoe een kind een olifant wast. In het Chinees is het karakter voor olifant een homoniem voor vorm. Het schilderij refereert aan het boeddhistische begrip van het zich ontdoen van uiterlijke vormen.

Een eerste bloeiperiode was er tijdens de Oostelijke Jin-dynastie ( 317-420). Het boeddhisme kreeg aanhang onder het geletterde deel van de bevolking. Een deel van de grondbezitters en de aristocratie was niet meer geïnteresseerd in het bekleden van overheidsverantwoordelijkheden en werd onderdeel van de boeddhistische gemeenschap. Het noorden van China werd in de periode van de Zestien Koninkrijken (316-439) beheerst door niet-Chinese steppevolken. De heersers in het noorden van China hadden vaak een voorkeur voor het boeddhisme  en trachtten op die manier te voorkomen dat zij "besmet" werden met Chinese overtuigingen. Na die periode gingen ook de heersers van de niet-Chinese Noordelijke Wei-dynastie vanaf het midden van de vijfde eeuw over tot het boeddhisme.
De belangrijkste bloeiperiode van het boeddhisme was echter tijdens de Tang-dynastie ( 618- 907) in een weer herenigd China. Er was een enorme groei van het aantal kloosters en monniken. De kloosters werden ook rijk door het grote aantal giften. Een aantal boeddhisten trachtten het verwijt, dat zij parasiteerden op de gemeenschap te weerleggen door het realiseren van aan kloosters verbonden ziekenhuizen en onderkomens voor pelgrims. De rijkdom van de kloosters had ook enig gevolg voor de ontwikkeling van artistiek vakmanschap vanwege de grote vraag naar boeddhistische beelden en schilderijen.
De staat trachtte de groei van het boeddhisme te reguleren door het aantal monnikswijdingen te beperken en een registratiesysteem voor zowel monniken als nonnen verplicht te stellen. Het systeem kende een vorm van een examensysteem waarvoor althans enige kennis van de boeddhistische kernbegrippen vereist was. Het had als doel uit te sluiten dat personen alleen om redenen van ontwijking van dienstplicht en belasting het klooster zouden ingaan. Dit systeem begon te wankelen na de opstand van An Lushan in 755. De Tang-dynastie was ernstig verzwakt. Om snel aan nieuwe inkomsten te komen werden de benodigde certificaties en registraties bij opbod verkocht. De staat bleef echter doorgaan met het dwingen van kloosterlingen die men ongewenste elementen achtte tot het hervatten van een lekenbestaan. De supervisie over de Sangha kwam tijdens de dynastie in handen van de overheid en dat is tot in de eenentwintigste eeuw ook zo gebleven.
De kritiek van confucianisten werd na de opstand van An Lushan ook weer sterker. Han Yu ( 768-824), ook nu nog als een van de belangrijkste Chinese essayisten ooit beschouwd, schreef omstreeks 817 een petitie aan de keizer Tang Xianzong. De tekst  Over de relieken van de beenderen van de Boeddha was een vlijmscherpe aanval op een religie, gesticht door een barbaar en de machtspositie die het nog steeds in China innam. Het riep de keizer op om als hij dan niet in staat is het boeddhisme te onderdrukken in ieder geval verdere beperkende maatregelen daartegen te nemen. Han Yu werd uiteindelijk naar de provincie verbannen, maar door de volgende keizer Tang Muzong weer naar de hoofdstad teruggeroepen waar hij een belangrijke post kreeg.

Slechts twee  decennia later volgde de grote vervolging van 845. Tang Wuzong vaardigde een verbod uit op alle buitenlandse religies in China. Het besluit had ook consequenties voor het christendom, het manicheïsme en het zoroastrisme, maar was gericht tegen het boeddhisme. De kloosters werden gesloten, de gouden sieraden en beelden omgesmolten en alle geestelijken van de verboden religies dienden naar een lekenbestaan terug te keren. Zijn opvolger Tang Xuānzong stopte de vervolgingen, maar er was permanente schade aan de positie van het boeddhisme toegebracht. De religie zou zich weten te herstellen, maar nooit meer een ook maar enigszins vergelijkbare positie bereiken als voor 845. De herleving van confucianisme tijdens de Song-dynastie (960-1279) gaf daar ook geen ruimte voor. Tijdens deze dynastie begon zich een meer seculiere samenleving te ontwikkelen in de bloeiende handelssteden van het rijk. Geletterden hadden weer de ambitie om bureaucratische functies in dienst van de staat te vervullen. Het boeddhisme werd vanaf deze periode een toevlucht voor vooral de bezitsloze en arme klasse.
Vanaf  de periode van de Zuidelijke Song-dynastie ontstonden in China geregeld boeddhistische lekenbewegingen, die zich geheel buiten het georganiseerde boeddhisme in kloosters manifesteerden. Een van de eerste bewegingen was die van de Witte Lotus en waren volgelingen van het Zuiver Land-boeddhisme. De naam Witte Lotus was ontleend aan de lotussen in het Westers Paradijs, waar de gelovigen hoopten te kunnen worden herboren. De aanhangers stichtten eigen gebedsruimten buiten de kloosters. Al tijdens de Yuan-dynastie (1279 -1368) werd de beweging vanwege het vermeende sektarische karakter tweemaal verboden. Een derde verbod dat meer definitief was dateert van de vroege periode van de Ming-dynastie (1638-1644). Dat verbod trof vrijwel alle vormen van religie die uitgeoefend werden buiten boeddhistische en taoïstische kloosters en tempels. De praktijk  van vele - van de klassieke tradities afwijkende –  vormen van geloofsbeleving  op lokaal niveau ging  echter feitelijk voor een groot deel voort. Wel zag de  beweging van de Witte Lotus zich gedwongen een andere naam aan te nemen en verdween dus ook uit het zicht van de autoriteiten. Het gedachtegoed van de Witte Lotus heeft andere bewegingen diepgaand beïnvloed. Een bekend voorbeeld is dat van de Rode Hoofdbanden, de beweging die in belangrijke mate verantwoordelijk was voor de val van de Yuan-dynastie.
Toch vond tijdens de Ming-dynastie een zekere herleving van het geïnstitutionaliseerde boeddhisme plaats. Het was een reactie op de bewegingen van leken en op het ontstane morele verval in de kloosters. Er werd door een aantal boeddhistische monniken scherpe kritiek geleverd op de andere dan religieuze motieven van velen om kloosterling te worden, de onwetendheid en incompetentie van de leiding van kloosters, de verkoop van ambten en rituelen. Voor deze noties wisten zij ook voor het eerst sinds de Tang-dynastie weer  een aantal literati te interesseren. Deze activiteiten vonden vooral plaats in het gebied van de benedenloop van de Yangtze, dat vanaf die periode het kerngebied van het Chinese boeddhisme zou gaan worden. Het geïnteresseerd zijn van enige literati hield kort na het midden van de zeventiende eeuw op. 
Een meerderheid van de Chinese literati veracht dan het boeddhisme. Het werd  beschouwd als een heterodoxe beweging en als een mogelijke  bedreiging voor de bestaande morele en culturele orde. Tijdens de missie van de jezuïeten in China trachtten zij dan ook altijd aan te tonen dat het christendom aan de kant van de orthodoxie stond en het boeddhisme aan de kant van de heterodoxie.
Tijdens de Qing-dynastie ( 1644- 1911) werd de supervisie over alle religies ondergebracht bij het Ministerie van Riten. Formeel kon er geen tempel of klooster gebouwd worden zonder voorafgaande toestemming. In de praktijk werd dit slecht gehandhaafd, maar het aantal monniken werd wel duidelijk gereguleerd. De door een monnik ontvangen vergunning voor intreding in het klooster moest ook na zijn overlijden weer worden ingeleverd om te voorkomen dat dit verkocht zou worden. Gedurende delen van de dynastie kon men ook alleen kloosterling worden bij aanwezigheid van twee andere broers in het gezin. Voor de Qing was godsdienst een zaak van politieke opportuniteit. De ideologische overtuiging van Qianlong (r. 1735-1795) was, dat godsdiensten instrumenten waren die zich (moeten) richten op de pacificatie van allen die in het (Chinese) Rijk leven. Dat was de basis voor het beleid ten aanzien van het syncretiseren van met name Tibetaans boeddhistische en Chinese godheden. In zijn periode was ook sprake van enige herleving van het concept van de Drie Leersystemen (Sanjiao), dat al uit de zesde eeuw dateerde en uitging van een veronderstelde onderlinge harmonie tussen confucianisme, taoïsme en boeddhisme.
Na de val van de dynastie en in het kader van de opmars in Azië werd in Japan getracht een vorm van Sino-Japans boeddhisme te ontwikkelen die als een min of meer gemeenschappelijk geloof zou moeten functioneren voor het Japanse rijk in Oost-Azië. Een uitvloeisel van die poging is de meest omvangrijke compilatie van Chinees-boeddhistische literatuur ooit gemaakt. Het werd vanaf 1922 in de regeerperiode van de keizer Taisho gedrukt en heeft dan ook de naam Taisho Daizokyo (大正大藏經) (Chin. Dazheng Dazangjing)

## Huidige situatie
Er zijn geen echt betrouwbare cijfers over het aantal boeddhisten in China. Er is geen recent landelijk onderzoek met betrouwbare technieken uitgevoerd. De meeste studies van onafhankelijke instituten komen voor het begin van het tweede decennium van de eenentwintigste eeuw uit op aantallen rond de 180 miljoen mensen die zichzelf als boeddhist beschouwen. Dat is omstreeks 18% van de bevolking boven 16 jaar. Daarvan zou 17, 5 miljoen hun belijdenis van het boeddhisme formeel door rituelen bekrachtigd hebben.
De Boeddhistische vereniging van China is de belangrijkste organisatie  en functioneert als een orgaan dat in opdracht van de overheid supervisie uitoefent op het georganiseerd boeddhisme in de Volksrepubliek. De Vereniging werd in 1953 gesticht en in 1962 door de staat ontbonden. Enkele jaren na de Culturele Revolutie werd ze in 1982 heropgericht. De Vereniging heeft een brugfunctie door het communiceren van relevante overheidsmaatregelen op het gebied van de religie naar de boeddhistische gemeenschap. Ze kan lokale boeddhistische gemeenschappen ondersteunen door een deel van het levensonderhoud van geestelijken in kloosters te financieren, is verantwoordelijk voor het registreren van tempels bij de overheid en geeft een aantal publicaties uit.